# Gneu Munaci Planc
Gneu Munaci Planc (en llatí Cnaeus Munatius Plancus) va ser un magistrat romà, germà de Lucius Munatius L. F. L. N. Plancus i de Titus Munatius Plancus Bursa. Formava part de la gens Munàcia, d'origen plebeu i portava el cognomen Planc.
Va ser elegit pretor l'any 44 aC i Juli Cèsar li va encarregar aquell mateix any de trobar terres pels seus soldats a la regió de Butrot a l'Epir. L'any 43 aC va prende possessió del càrrec de pretor, i el senat li va permetre reunir-se amb el seu germà Luci a la Gàl·lia Transalpina, on va participar en les negociacions amb Lèpid el triumvir, i on va dirigir la cavalleria del seu germà.
Afectat per unes febres, i també perquè els dos cònsols havien mort, el seu germà el va enviar de retorn a Roma.